# Équipe d'Italie de rugby à XV à la Coupe du monde 2011
L'Équipe d'Italie de rugby à XV dispute la Coupe du monde 2011, organisée par la Nouvelle-Zélande, en étant dans la Poule C pour la première phase où elle affronte l'Australie, les États-Unis, l'Irlande et la Russie. 

## Liste des joueurs sélectionnés
Nick Mallett annonce sa liste des trente joueurs pour la coupe du monde de rugby à XV 2011 le 22 juillet 2011. Elle est la suivante :
| Entraîneur | Entraîneur             | Nick Mallett                                                                   |
| Avants     | Pilier                 | Martin Castrogiovanni, Lorenzo Cittadini, Andrea Lo Cicero, Salvatore Perugini |
| Avants     | Talonneur              | Leonardo Ghiraldini, Fabio Ongaro, Tommaso D'Apice                             |
| Avants     | Deuxième ligne         | Marco Bortolami, Carlo Del Fava, Quintin Geldenhuys, Cornelius van Zyl         |
| Avants     | Troisième ligne aile   | Robert Barbieri, Mauro Bergamasco, Paul Derbyshire, Alessandro Zanni           |
| Avants     | Troisième ligne centre | Sergio Parisse (cap.)                                                          |
| Arrières   | Demi de mêlée          | Pablo Canavosio, Edoardo Gori, Fabio Semenzato                                 |
| Arrières   | Demi d'ouverture       | Riccardo Bocchino, Luciano Orquera                                             |
| Arrières   | Centre                 | Gonzalo Canale, Gonzalo García, Andrea Masi, Alberto Sgarbi                    |
| Arrières   | Ailier                 | Tommaso Benvenuti, Mirco Bergamasco, Matteo Pratichetti, Giulio Toniolatti     |
| Arrières   | Arrière                | Luke McLean                                                                    |

## Parcours de l'Italie

### Matchs de poule
L'Italie dispute 4 rencontres dans la poule C face à l'Australie, la Russie, les États-Unis et l'Irlande.
Elle termine troisième au classement final de la poule avec 2 victoires et 2 défaites et donc éliminée.
| 11 septembre 2011 15 h 30 UTC+12 | Australie | 32 – 6 (6 – 6) | Italie                                | North Harbour Stadium, North Shore City 25 731 spectateurs Arbitre : Alain Rolland |
| 11 septembre 2011 15 h 30 UTC+12 | Essai(s) : Alexander (50e), Ashley-Cooper (55e), O'Connor (58e), Ioane (65e) Transformation(s) : O'Connor 3 (55e, 58e, 65e) Pénalité(s) : Cooper 2 (18e, 31e) |                | Pénalité(s) : Bergamasco 2 (38e, 40e) | North Harbour Stadium, North Shore City 25 731 spectateurs Arbitre : Alain Rolland |
| 11 septembre 2011 15 h 30 UTC+12 | |                |                                       | North Harbour Stadium, North Shore City 25 731 spectateurs Arbitre : Alain Rolland |

| 20 septembre 2011 19 h 30 UTC+12 | Italie | 53 – 17 (38 – 7) | Russie                                                                                            | Trafalgar Park, Nelson 12 418 spectateurs Arbitre : Wayne Barnes |
| 20 septembre 2011 19 h 30 UTC+12 | Essai(s) : Parisse (6e), Toniolatti 2 (14e, 23e), Benvenuti 2 (16e, 48e), de pénalité (19e), Gori (37e), McLean (64e), Zanni (77e) Transformation(s) : Bocchino 4 (7e, 15e, 23e, 38e) Carton(s) jaune(s) : Ongaro 33e |                  | Essai(s) : Yanyushkin (34e), Ostroushko (50e), Makovetski (71e) Transformation(s) : Rachkov (34e) | Trafalgar Park, Nelson 12 418 spectateurs Arbitre : Wayne Barnes |
| 20 septembre 2011 19 h 30 UTC+12 | |                  |                                                                                                   | Trafalgar Park, Nelson 12 418 spectateurs Arbitre : Wayne Barnes |

| 27 septembre 2011 19 h 30 UTC+13 | Italie | 27 – 10 (20 – 10) | États-Unis | Trafalgar Park, Nelson 14 997 spectateurs Arbitre : George Clancy |
| 27 septembre 2011 19 h 30 UTC+13 | Essai(s) : Parisse (3e), Orquera (30e), Castrogiovanni (40e), de pénalité (67e) Transformation(s) : Mi. Bergamasco 2 (4e, 67e) Pénalité(s) : Mi. Bergamasco (22e) |                   | Essai(s) : Wyles (18e) Transformation(s) : Wyles (19e) Pénalité(s) : Wyles (28e) Carton(s) jaune(s) : Stanfill (59e) | Trafalgar Park, Nelson 14 997 spectateurs Arbitre : George Clancy |
| 27 septembre 2011 19 h 30 UTC+13 | |                   | | Trafalgar Park, Nelson 14 997 spectateurs Arbitre : George Clancy |

| 2 octobre 2011 20 h 30 UTC+13 | Irlande | 36 – 6 (9 – 6) | Italie                                    | Carisbrook, Dunedin 28 027 spectateurs Arbitre : Jonathan Kaplan |
| 2 octobre 2011 20 h 30 UTC+13 | Essai(s) : O'Driscoll (47e), Earls 2 (52e, 80e) Transformation(s) : O'Gara 2 (48e, 53e), Sexton (80e) Pénalité(s) : O'Gara 4 (7e, 18e, 35e, 43e) Sexton (69e) |                | Pénalité(s) : Mi. Bergamasco 2 (11e, 21e) | Carisbrook, Dunedin 28 027 spectateurs Arbitre : Jonathan Kaplan |
| 2 octobre 2011 20 h 30 UTC+13 | |                |                                           | Carisbrook, Dunedin 28 027 spectateurs Arbitre : Jonathan Kaplan |

### Classement de la poule C
| Rang | Pays       | J | V | N | D | Em | Ee | Bo | Bd | Pm  | Pe  | Diff | Pts |
| ---- | ---------- | - | - | - | - | -- | -- | -- | -- | --- | --- | ---- | --- |
| 1    | Irlande    | 4 | 4 | 0 | 0 | 15 | 3  | 1  | 0  | 135 | 34  | +101 | 17  |
| 2    | Australie  | 4 | 3 | 0 | 1 | 25 | 4  | 3  | 0  | 173 | 48  | +125 | 15  |
| 3    | Italie     | 4 | 2 | 0 | 2 | 13 | 11 | 2  | 0  | 92  | 95  | -3   | 10  |
| 4    | États-Unis | 4 | 1 | 0 | 3 | 4  | 18 | 0  | 0  | 38  | 122 | -84  | 4   |
| 5    | Russie     | 4 | 0 | 0 | 4 | 8  | 29 | 0  | 1  | 57  | 196 | -139 | 1   |

|  | Qualifiés pour les quarts de finale (no 1, no 2). |

Attribution des points : Attribution des points : victoire : 4, match nul : 2, défaite : 0, forfait : -2 ; plus les bonus (offensif : 4 essais marqués ou plus ; défensif : défaite par 7 points d'écart ou moins).